# Пожар Литтл-Бэр
«Пожар Литтл-Бэр» (англ. Little Bear Fire) — лесной пожар в штате Нью-Мексико, США, бушевавший с 4 июня по 30 июля 2012 года. Пожар уничтожил 44 330 акров леса и 254 здания, став самым разрушительным лесным пожаром в истории штата. Пожар начался от удара молнии и быстро вышел из-под контроля из-за сухой и ветреной погоды. По данным Федерального агентства по чрезвычайным ситуациям, к 30 июля 2012 года пожар Литтл-Бэр был локализован.
Человеческих жертв не было, так как правительство Нью-Мексико проделало эффективную работу по уведомлению населения о пожаре, и все, находящиеся в зоне эвакуации, своевременно получили сообщения о стихийном бедствии.
Пожар также спровоцировал наводнение и причинил значительный ущерб водохранилищу Бонито-Лейк и его окрестностям. С тех пор водохранилище было закрыто для рыбной ловли, также закрылись кемпинги. Пожар вызвал сильную эрозию водораздела над водохранилищем, а вода была загрязнена отложениями и пеплом от пожара. Летом 2015 года инженеры начали процесс осушения искусственного озера с целью его углубления. 26 сентября 2017 года уполномоченные города Аламогордо утвердили контракт на сумму 8,6 миллионов долларов США на осушение, углубление дна и восстановление водохранилища. По оценкам городского инженера, на завершение работ и открытие Бонито-Лейк должно было уйти не менее 24 месяцев. Ожидаемая дата повторного открытия была запланирована на 2019 или 2020 год.

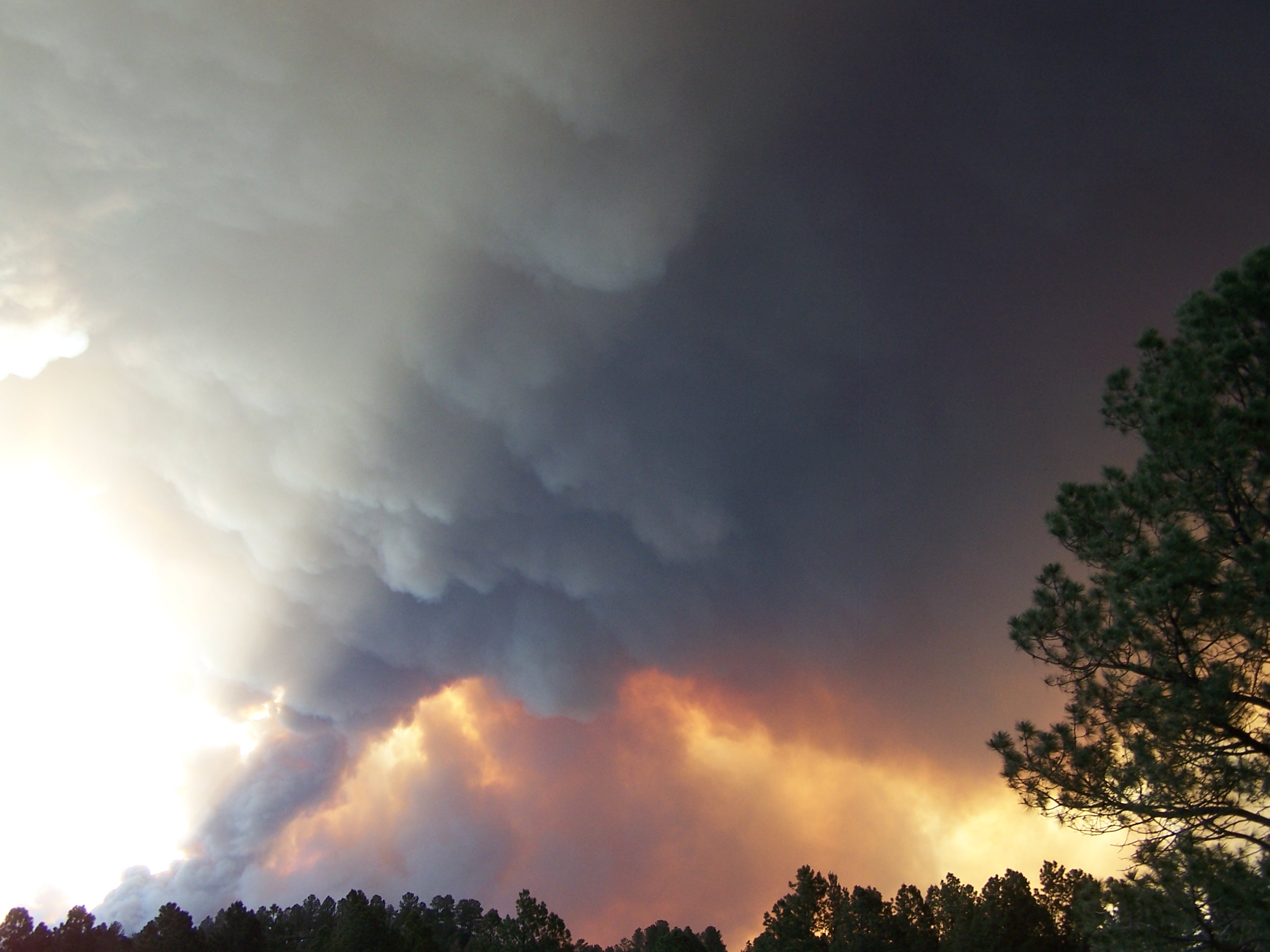
Литтл-Бэр, 8 июня 2012